# Girls! Girls! Girls! (Elvis Presley-album)
Girls! Girls! Girls! är det femte soundtrackalbumet och det sextonde albumet totalt av den amerikanske sångaren och musikern Elvis Presley. Det gavs ut av RCA Victor den 9 november 1962 i både mono och stereo (LPM/LSP 2426). Albumet är soundtracket till filmen med samma namn från 1962, där Elvis Presley spelade huvudrollen. Inspelningarna ägde rum på Radio Recorders i Hollywood den 26–28 mars och den 23 maj 1962.
Albumets mest framträdande låt var "Return to Sender", som blev en klassiker i Elvis Presleys katalog. Den släpptes på singel tillsammans med "Where Do You Come From", och nådde en andraplats på Billboards singellista i USA med en försäljning där på klart över en miljon exemplar.
I USA nådde albumet tredje plats på såväl Billboard 200-listan, som på konkurrerande Cashbox-listan, och låg etta på UK Albums Chart i tre veckor. Girls! Girls! Girls! sålde inledningsvis nästan 600 000 exemplar i USA, och certifierades guld av Recording Industry Association of America (RIAA) i augusti 1963.

## Bakgrund
Försäljningsframgången för soundtrackalbumen G.I. Blues (september 1960) och Blue Hawaii (oktober 1961) – vilka båda sålde betydligt bättre än Elvis Presleys samtida studioalbum Elvis Is Back! (april 1960), Something for Everybody (juni 1961) och Pot Luck (mars 1962) – kom starkt att forma Elvis framtid som inspelningsartist under 1960-talet.
Framtiden kom att ligga i långfilmer och Blue Hawaii – med vackra landskap, vackra flickor och enbart en ytlig intrig – kom att bli mall för dessa. Med ett soundtrackalbum med fjorton låtar nådde Blue Hawaii en global försäljning på två miljoner exemplar inom ett år. Inte ens andra filmer som fokuserade mer på Elvis som skådespelare och innehöll färre låtar drog in tillnärmelsevis lika mycket pengar.
Detta skulle dock leda till att Elvis Presleys karriär med tiden började stagnera, även om han i viss utsträckning fortsatte att spela in och ge ut musik som inte var kopplad till filmer. Girls! Girls! Girls! var ett försök att upprepa succén med Blue Hawaii. Även denna film utspelade sig i Hawaii (även om det inte klart framgår) och innehöll ett stort antal låtar.

## Inspelningarna och albumet
Inspelningarna till soundtracket ägde rum i Radio Recorders studio B i Hollywood, Kalifornien, den 26–28 mars 1962. En uppföljningssession hölls i samma studio den 23 maj 1962 för inspelning av ytterligare en låt, "We'll Be Together".

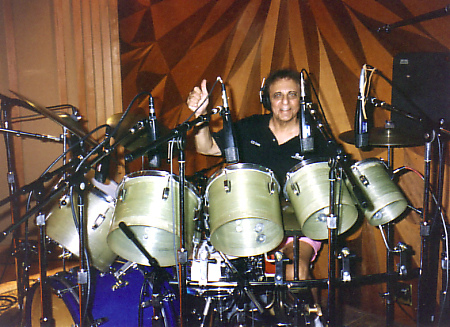
Hal Blaine (1995), som var en av tre trummisar närvarande under inspelningarna.

I stort sett samma musiker medverkade som vid inspelningarna av Blue Hawaii, med undantag för de extramusiker som hade hyrts in för att spela särskilda hawaiianska instrument. Som vanligt ville Elvis Presley ha med sig sina egna musiker till Hollywood, och därför hade gitarristen Scotty Moore, trummisen D. J. Fontana, saxofonisten Boots Randolph och sånggruppen The Jordanaires anslutit. På plats fanns även gitarristen Tiny Timbrell, trummisarna Hal Blaine och Bernie Mattinson samt pianisten Dudley Brooks. Basisten Bob Moore kunde inte medverka och ersattes av Ray Siegel. Även studiomusikern och jazzgitarristen Barney Kessel deltog. Vid uppföljningssessionen i maj medverkade endast Robert Bain och Alton Hendrickson, båda på gitarr, samt sånggruppen The Amigos.
Vid sessionerna i mars och maj 1962 spelades totalt sexton låtar in, varav åtta var ballader. Tretton av dessa inkluderades på soundtrackalbumet.
Låtskrivarparet Sid Tepper och Roy C. Bennett kom under denna period att bidra med allt fler låtar till Elvis filmer. Till Girls! Girls! Girls! levererade de fyra: "A Boy Like Me, A Girl Like You", "Earth Boy", "Song of the Shrimp" och "The Walls Have Ears". Ruth Batchelor och Bob Roberts bidrog med tre: "Where Do You Come From?", "Thanks to the Rolling Sea" och "Because of Love". Otis Blackwell och Winfield Scott skrev "We're Coming in Loaded" samt filmens och albumets självklara singel, "Return to Sender".
Bill Giant, Bernie Baum och Florence Kaye skrev två låtar: "I Don't Wanna Be Tied" samt "Plantation Rock", som inte kom med på albumet. Även Charles O'Curran och Dudley Brooks bidrog med två låtar, båda ballader: "We'll Be Together", samt "Mama" som heller inte togs med på albumet. Jerry Leiber och Mike Stoller hade tidigare skrivit filmens titelspår "Girls! Girls! Girls!". Balladen "I Don't Want To" skrevs av Janice Torre och Fred Spielman, medan upphovspersonen till "Dainty Little Moonbeams", som förekommer som ett musikaliskt inslag i filmen men inte på albumet, är okänd.

## Komposition, stil och texter
"I Don't Want To", av Janice Torre och Fred Spielman, var den första låt som spelades in till Girls! Girls! Girls! den 26 mars 1962 i Radio Recorders Studio B i Hollywood. Elvis röstinsats på denna ballad – med en tilltalande melodi och en ganska enkel och konventionell text – har beskrivits som klangfull och välkontrollerad.

"We're Coming in Loaded" var den första av två låtar på albumet från Otis Blackwell och Winfield Scott. I likhet med "Thanks to the Rolling Sea" skrevs den som en traditionell arbetssång som fiskare skulle kunna tänkas framföra. Det är en medryckande låt med en antydan till äkta rock'n'roll. Texten handlar om en båtlast med fisk, och inspelningen präglas av god stämning, med The Jordanaires som stöd och Elvis som experimenterar med rösten och improviserar "well, well".

"Thanks to the Rolling Sea" skrevs av Ruth Batchelor och Bob Roberts och är, liksom "We're Coming In Loaded", knuten till Elvis karaktärs arbete på en fiskebåt. Låten har karaktären av en folksång och är sparsamt instrumenterad, med Elvis röst ovanpå en kraftfull vägg av stämsång. I filmen framförs låten a cappella, och den versionen släpptes på skiva först 1980, på boxen Elvis Aron Presley (1955–1980 – 25 Anniversary).

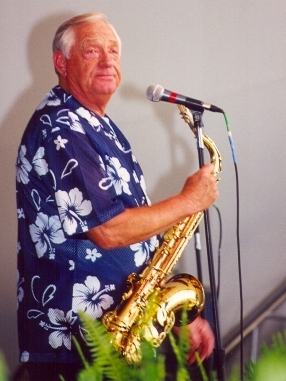
Boots Randolph, vars nästan en minut långa saxofonsolo utgjorde ett framträdande inslag i titellåten "Girls! Girls! Girls!".

"Where Do You Come From" inledde inspelningarna den andra dagen. Det var ännu en låt av duon Ruth Batchelor och Bob Roberts. Den har beskrivits som en behaglig ballad, och Shane Brown menar att det kan ha varit ett försök från låtskrivarnas sida att upprepa framgången med "Can't Help Falling in Love" från filmen Blue Hawaii – men utan att nå upp till samma storslagna känsla. Låten bygger på ett återkommande triolmönster spelat av Dudley Brooks på piano, vilket bryts i det dramatiska mellanpartiet och därigenom motverkar enformighet. Elvis framför den med en klar och nyanserad ton. "Where Do You Come From?" valdes ut till B-sida på singeln med "Return to Sender". Som B-sida nådde den plats 99 på Hot 100-listan i USA.

"Girls! Girls! Girls!" är en låt skriven av Jerry Leiber och Mike Stoller. Efter tidigare konflikter med Elvis Presleys manager, Tom Parker, hade duon upphört att skriva nytt material för Elvis. Endast deras redan skrivna låtar kunde därför komma ifråga. Titelspåret till filmen Girls! Girls! Girls! hade Leiber och Stoller ursprungligen skrivit för The Coasters 1960. Även Otis Blackwell och Winfield Scott skrev ett förslag till en låt med samma titel, men deras version ansågs svagare och valdes bort. Coasters inspelning hade en tydligt humoristisk ton, medan Elvis och hans band omarbetade låten till en mer uttalad rock- och poplåt. Inslaget av ett nästan en minut långt saxofonsolo av Boots Randolph förstärker det lekfulla uttrycket och påminner till viss del om hans signaturmelodi "Yakety Sax".

"Return to Sender" skrevs av Otis Blackwell och Winfield Scott. Från början hade de bara fått fram två låtar som ansågs passa filmen: "We're Coming in Loaded" och ett refuserat försök till titelmelodi. Men vid ett möte med Tom Parker nämnde Blackwell att de också hade skrivit en låt med titeln "Return to Sender". Efter att ha hört den beslutade Parker omedelbart att ta med den i filmen.}
"Return to Sender" blev den självklara singeln från filmen och albumet. Låten, som spelades in på bara två tagningar, har inslag av både rock'n'roll och pop, och har även drag av soul. I oktober 1962, en månad innan albumet utkom, släpptes den som singel med "Where Do You Come From" som B-sida. "Return to Sender" blev en stor hit och har kommit att räknas som en av Elvis klassiker. Den sålde snabbt i en miljon exemplar i USA och nådde plats 2 på Billboard Hot 100-listan.

"Because of Love" var det tredje bidraget och den andra balladen från Ruth Batchelor och Bob Roberts. Låten hade en vagt tilltalande melodi men betraktas ofta som ett av de mer lättviktiga och oansenliga spåren. Den brittiske popsångaren Billy Fury spelade in låten efter Elvis men hann ge ut sin version före honom, och fick en mindre hit med den i Storbritannien.

"The Walls Have Ears" skrevs av Sid Tepper och Roy C. Bennett. Det är en låt med en skämtsam och lätt barnslig text, byggd på latinska tangorytmer. Det är en sådan låt som fungerade bättre i filmen än på albumet, även om Elvis gör en stabil sånginsats med glimten i ögat.

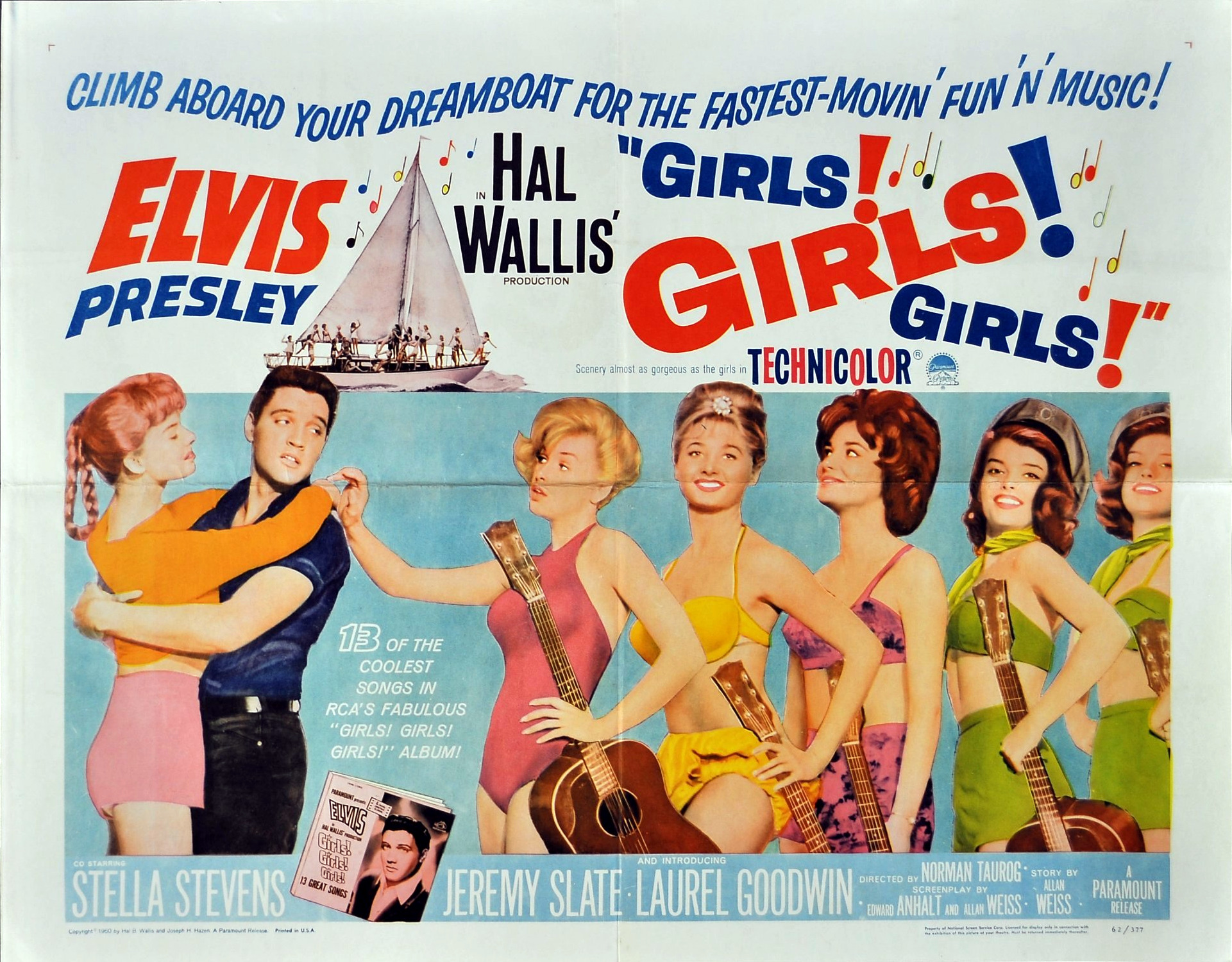
Reklamaffish för filmen Girls! Girls! Girls!.

"Song of the Shrimp" var ännu en låt av Sid Tepper och Roy C. Bennett. Det är en ballad i calypsostil som också påminner om Harry Belafontes "Banana Boat Song". Den hör till de mest omtvistade låtarna i Elvis katalog, främst till följd av texten. Texten berättas ur en räkas perspektiv och är en allegorisk berättelse om storstadens faror. Om man bortser från ämnet är melodin tilltalande, och Elvis framför den helt seriöst.

"A Boy Like Me, A Girl Like You" var den sista låten som spelades in under andra inspelningsdagen. Det var det tredje bidraget från Sid Tepper och Roy C. Bennett i form av en lågmäld och melodisk ballad. Två partier i låten – byggda över en intressant ackordföljd – gav Elvis ett naturligt utrymme att intensifiera sitt framförande och nå ett klimax.

"Mama", skriven av Charles O'Curran och Dudley Brooks, inledde tredje och sista dagens inspelningar. Det är en ballad med napolitansk känsla som i filmen framförs endast av gruppen The Amigos. Låten togs inte med på albumet, men en version där Elvis' och The Amigos inspelningar sammanfogats gavs ut på albumet Let's Be Friends 1970.

"Earth Boy", det fjärde och sista bidraget från Sid Tepper och Roy C. Bennett, är en ballad i en stil som imiterar kinesiska tongångar. På albumversionen framför Elvis låten ensam, medan han i filmversionen sjunger den tillsammans med barn, som där står för merparten av sången. Det är också en låt som huvudsakligen var avsedd för filmens sammanhang och som inte ansågs fungera särskilt väl på skiva.

"Dainty Little Moonbeams" var en kort låt som Elvis sjöng i filmens avslutning som del av ett medley tillsammans med en kortare slutversion av "Girls! Girls! Girls!", inspelad direkt efter "Dainty Little Moonbeams". "Dainty Little Moonbeams" är i praktiken bara en kinesisk stereotyp av titellåten, och det är inte känt vem som har skrivit den. Medleyt kom inte med på albumet, utan släpptes första gången 1993 på Double Features: Kid Galahad/Girls! Girls! Girls! och ingår även på Follow That Dream-utgåvan.

"I Don't Wanna Be Tied" var en rocklåt skriven av Bill Giant, Bernie Baum och Florence Kaye. Låten hade ursprungligen levererats för inspelningen av filmen Kid Galahad, men kom då inte med. I stället spelades den in fem månader senare för att införlivas i Girls! Girls! Girls!. Den kännetecknas av ett piggt och energiskt driv, utan att vara särskilt rå eller kraftfull – typiskt för popen under det tidiga 1960-talet. Den avslutande, långsammare och bluesiga codan bidrar till låtens dynamik.

"Plantation Rock" var ytterligare en rock'n'roll-låt från låtskrivartrion Bill Giant, Bernie Baum och Florence Kaye. Det var marssessionens sista inspelade låt, och den utmärks av en suggestiv, repeterad gitarrslinga. Låten klipptes bort ur filmen och togs inte heller med på albumet, troligen på grund av att för många låtar hade spelats in till filmen. Den släpptes officiellt först 1983, på Elvis: A Legendary Performer Volume 4, men då i en förkortad version. Den fullständiga versionen återfinns på Follow That Dream-utgåvan.
Texten försökte lansera låten som en ny dansfluga. Elvis ansåg uppenbarligen att texten var tillgjord, men att "Plantation Rock" var värd att rädda. Han bad därför sin vän Red West att skriva om texten för att senare kunna spela in låten med den nya texten, varpå denne skrev en ny version med titeln "We're Gonna Have a Good Time". Nästa studiosession som inte var till ett soundtrack ägde rum i maj 1963, men då hade låten tydligen glömts bort.

"We'll Be Together" spelades in vid ett senare tillfälle i studion Radio Recorders i Hollywood, den 23 maj 1962. Låtens upphovsmän var Charles O'Curran och Dudley Brooks, vilka skrev en engelsk text till den traditionella mexikanska folksången "Carmen Carmela", som inte skyddades av upphovsrätt (det vill säga var i public domain). "Carmen Carmela", med sin tydligt spanska prägel, hade spelats in av flera artister. Elvis framförde "We'll Be Together" i ett något högre tempo än vad som varit brukligt i tidigare versioner, uppbackad av endast de två gitarristerna Robert Bain och Alton Hendrickson samt gruppen The Amigos på bakgrundssång. Den färdiga inspelningen påminde något om "No More" från 'Blue Hawaii.

## Utgivning och marknadsföring

### Albumets placeringar
Albumet Girls! Girls! Girls! utkom den 9 november 1962. Det debuterade den 8 december 1962 på plats 27 på albumlistan The Billboard Top LP's i USA, som vid tiden omfattade 150 album. Den 12 januari 1963, efter sex veckor på listan, nådde albumet tredjeplatsen, vilket blev dess högsta placering. Totalt låg albumet kvar på listan i 32 veckor.
På Cashbox noterades albumet första gången den 1 december 1962, då det gick in på plats 44 på tidningens bästsäljarlista för monoutgåvor, som då omfattade 50 album. Den 29 december, efter fem veckor, nådde det tredjeplatsen på monolistan, där det låg kvar i två veckor. Totalt låg det 20 veckor på monolistan och 18 på stereolistan. I Storbritannien nådde albumet andraplatsen på UK Albums Chart den 9 februari 1963 och låg kvar på plats två i sex veckor. Totalt låg det 21 veckor på listan.

### Singelutgivningen
Den 2 oktober, en dryg månad innan albumet släpptes, gavs singeln "Return to Sender" ut med "Where Do You Come From" som B-sida. Den nådde andraplatsen på Billboard Hot 100 i USA och stannade där i fem veckor, undanhållen förstaplatsen av The Four Seasons "Big Girls Don't Cry". B-sidan "Where Do You Come From" nådde plats 99. Singeln blev en stor internationell framgång. I Storbritannien toppade den UK Singles Chart i tre veckor, och i Sverige låg den etta på både Kvällstoppen och Tio i topp. Enbart i USA sålde den långt över en miljon exemplar.

### Senare utgåvor av albumet
I januari 1993 utkom albumet på cd som en del av utgivningen Double Features: Kid Galahad/Girls! Girls! Girls!. Denna version innehöll, utöver samtliga låtar från originalutgåvan från 1962, även de övriga inspelningarna från samma session. Dessutom inkluderades låtarna från filmen Kid Galahad, som också hade premiär 1962. Låtarna "Girls! Girls! Girls!", "Because of Love" och "Return to Sender" togs 1995 med i samlingen Command Performances: The Essential 60's Masters II. År 2007 utkom på Follow That Dream-etiketten en utökad specialutgåva av albumet, som även innehöll överblivna låtar från inspelningarna och ett större antal alternativa tagningar.

## Mottagande
Albumet fick vid sin utgivning ett övervägande positivt mottagande. I Billboard Magazine noterades att skivan med sina 13 låtar är generöst tilltagen och spänner över ett brett spektrum, från smäktande ballader till tango, calypso och rock. Tidningen ansåg att det visade på den store rocksångarens mångsidighet, att Elvis låter bra och att innehållet skulle tilltala många olika musiksmaker inom populärmusiken.
I Cashbox Magazine förutspåddes att soundtracket snabbt skulle ta sig upp till toppen av listorna. Tidningen menade att albumets tretton ballader och upptempolåtar framfördes med den energi och inlevelse som gjort Elvis Presley till en av branschens mest pålitliga storsäljare. Bland höjdpunkterna nämndes titelspåret, "I Don't Wanna Be Tied", "A Boy Like Me, A Girl Like You" och den då redan stora listframgången "Return to Sender".
Recensionerna i pressen handlade ofta mer om filmen än om musiken, men chefredaktören och musikrecensenten Jimmy Watson på New Record Mirror ansåg att albumet från Elvis senaste film bestod av en blandning av medelmåttiga, goda och riktigt framstående låtar i typisk Elvis Presley-stil. Han lyfte särskilt fram "Return to Sender" och tilldelade albumet fem av fem i betyg.

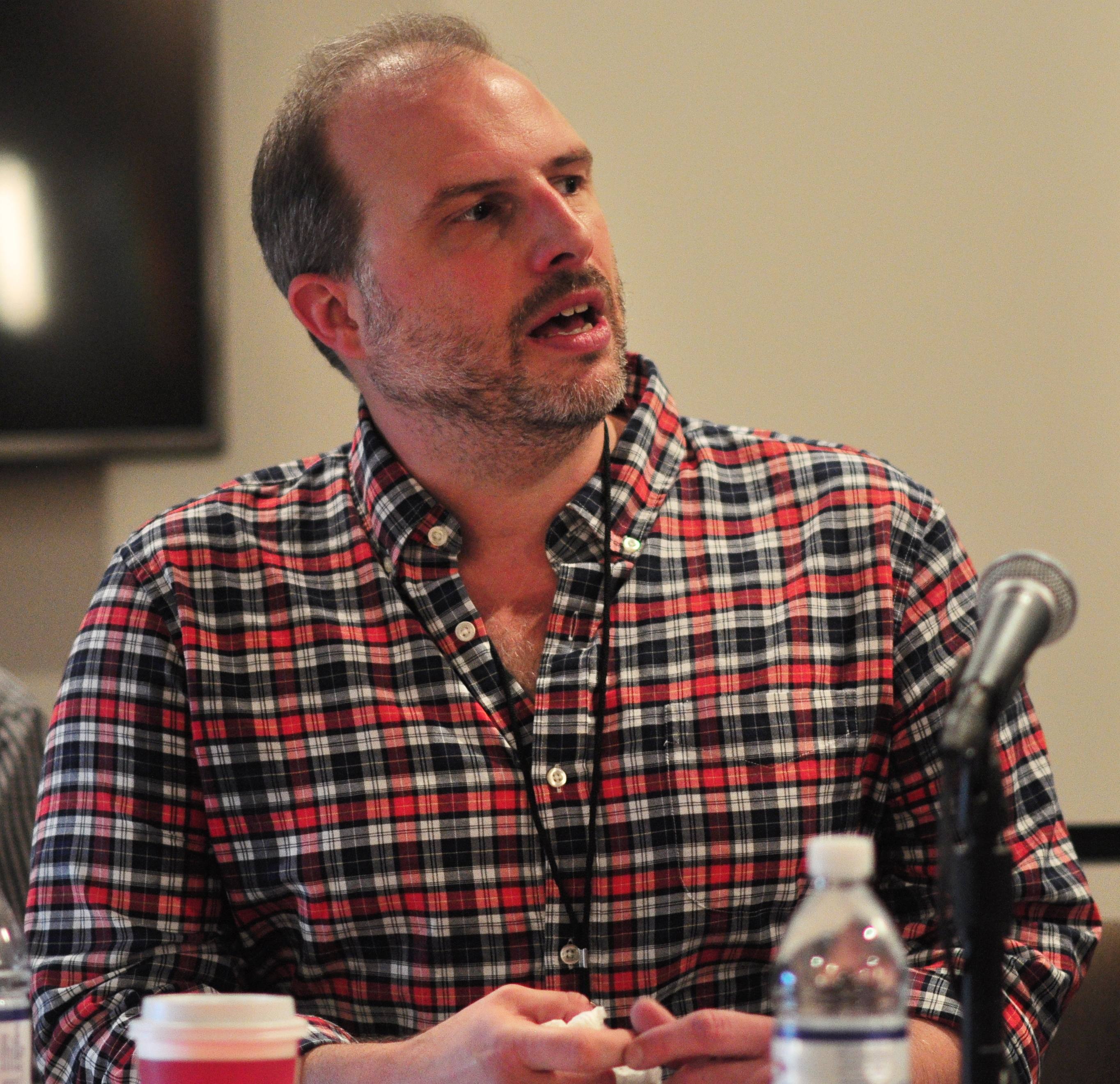
Stephen Thomas Erlewine, som beskrev Girls! Girls! Girls! som rätt underhållande.

I senare recensioner fick albumet ett blandat omdöme. Den amerikanske musikkritikern och musikjournalisten Stephen Thomas Erlewine, skrivande för Allmusic, konstaterade att albumet kanske inte är Elvis Presleys allra bästa, men ändå ett rätt underhållande verk. Han påpekade att det faktum att soundtracket till Blue Hawaii hade sålt betydligt bättre än studioalbumet Pot Luck – och att därför större fokus kom att läggas på filmmusiken – åtminstone bidrog till att Girls! Girls! Girls! blev "något mer musikaliskt varierat än såväl G.I. Blues som Blue Hawaii". Erlewine ansåg vidare att trots en del lättviktigt material fanns flera utmärkta spår, som de båda Otis Blackwell-numren "We're Coming in Loaded" och den ännu bättre "Return to Sender", Jerry Leiber och Mike Stollers eldfängda titelspår samt den svängiga "I Don't Wanna Be Tied". Han berömde också balladerna "I Don't Want To" och "Because of Love" för deras mjuka, melodiska kvalitet.
Musikskribenten Paul Simpson menade att Girls! Girls! Girls! innehöll för många lättviktiga nummer – trevlig, men ytlig pop. Han gav albumet endast två av fem i omdöme och menade att titelspåret är medelmåttigt, att den själfulla "I Don't Want To" och "Where Do You Come From" visserligen är två storslagna ballader, men att den enda låt som verkligen utmärker sig är "Return To Sender".
Musikskribenten Shane Brown menade att det vid den här tiden inte längre var någon större kvalitetsskillnad mellan Elvis Presleys studioalbum och soundtrackalbum, och att några spår på Girls! Girls! Girls! till och med överträffade materialet på Pot Luck. Han beskrev flera av albumets ballader som ganska tilltalande och lyfte fram "Return to Sender" som en klassiker.

## Försäljning
Girls! Girls! Girls! sålde knappt 600 000 exemplar i USA. Utfallet var en besvikelse med tanke på den mycket stora försäljning som föregångaren Blue Hawaii åtnjöt. Recording Industry Association of America (RIAA) certifierade albumet guld i augusti 1963 för en försäljning av över en halv miljon exemplar.

## Låtlistor
Girls! Girls! Girls!

### 1962 originalutgåva
| 1. | Girls! Girls! Girls!           | Jerry Leiber, Mike Stoller             | 27 mars 1962 | 2:30 |
| 2. | I Don't Wanna Be Tied          | Bill Giant, Bernie Baum, Florence Kaye | 28 mars 1962 | 2:05 |
| 3. | Where Do You Come From?        | Ruth Batchelor, Bob Roberts            | 27 mars 1962 | 2:05 |
| 4. | I Don't Want To                | Janice Torre, Fred Spielman            | 26 mars 1962 | 2:39 |
| 5. | We'll Be Together              | Charles O'Curran, Dudley Brooks        | 23 maj 1962  | 2:14 |
| 6. | A Boy Like Me, A Girl Like You | Sid Tepper, Roy C. Bennett             | 27 mars 1962 | 2:17 |
| 7. | Earth Boy                      | Sid Tepper, Roy C. Bennett             | 28 mars 1962 | 2:20 |

| 1.           | Return to Sender          | Otis Blackwell, Winfield Scott | 27 mars 1962 | 2:05  |
| 2.           | Because of Love           | Ruth Batchelor, Bob Roberts    | 27 mars 1962 | 2:30  |
| 3.           | Thanks to the Rolling Sea | Ruth Batchelor, Bob Roberts    | 26 mars 1962 | 1:28  |
| 4.           | Song of the Shrimp        | Sid Tepper, Roy C. Bennett     | 27 mars 1962 | 2:18  |
| 5.           | The Walls Have Ears       | Sid Tepper, Roy C. Bennett     | 27 mars 1962 | 2:29  |
| 6.           | We're Coming in Loaded    | Otis Blackwell, Winfield Scott | 26 mars 1962 | 1:20  |
| Total längd: | Total längd:              | Total längd:                   | Total längd: | 28:20 |

### 2007,Follow That Dream-utgåvan
| 1.           | Girls! Girls! Girls!                                                 | Jerry Leiber, Mike Stoller             | 27 mars 1962            | 2:34  |
| 2.           | I Don't Wanna Be Tied                                                | Bill Giant, Bernie Baum, Florence Kaye | 28 mars 1962            | 2:08  |
| 3.           | Where Do You Come From?                                              | Ruth Batchelor, Bob Roberts            | 27 mars 1962            | 2:08  |
| 4.           | I Don't Want To                                                      | Janice Torre, Fred Spielman            | 26 mars 1962            | 2:42  |
| 5.           | We'll Be Together                                                    | Charles O'Curran, Dudley Brooks        | 23 maj 1962             | 2:17  |
| 6.           | A Boy Like Me, A Girl Like You                                       | Sid Tepper, Roy C. Bennett             | 27 mars 1962            | 2:20  |
| 7.           | Earth Boy                                                            | Sid Tepper, Roy C. Bennett             | 28 mars 1962            | 2:24  |
| 8.           | Return to Sender                                                     | Otis Blackwell, Winfield Scott         | 27 mars 1962            | 2:09  |
| 9.           | Because of Love                                                      | Ruth Batchelor, Bob Roberts            | 27 mars 1962            | 2:34  |
| 10.          | Thanks to the Rolling Sea                                            | Ruth Batchelor, Bob Roberts            | 26 mars 1962            | 1:31  |
| 11.          | Song of the Shrimp                                                   | Sid Tepper, Roy C. Bennett             | 27 mars 1962            | 2:21  |
| 12.          | The Walls Have Ears                                                  | Sid Tepper, Roy C. Bennett             | 27 mars 1962            | 2:32  |
| 13.          | We're Coming in Loaded New Bonus Songs                               | Otis Blackwell, Winfield Scott         | 26 mars 1962            | 1:24  |
| 14.          | Mama                                                                 | Charles O'Curran, Dudley Brooks        | 28 mars 1962            | 1:00  |
| 15.          | Plantation Rock (bortklippt från filmen)                             | Bill Giant, Bernie Baum, Florence Kaye | 28 mars 1962            | 1:57  |
| 16.          | Dainty Little Moonbeams / Girls! Girls! Girls! (slutscenen) Outtakes | Okänd / Jerry Leiber, Mike Stoller     | 28 mars 1962            | 1:57  |
| 17.          | A Boy Like Me, A Girl Like You (takes 1, 2)                          | Sid Tepper, Roy C. Bennett             | 27 mars 1962            | 4:50  |
| 18.          | Mama (takes 1, 2, 3, 4)                                              | O'Curran, Brooks                       | 28 mars 1962            | 3:21  |
| 19.          | Thanks to the Rolling Sea (take 3)                                   | Ruth Batchelor, Bob Roberts            | 26 mars 1962            | 1:36  |
| 20.          | Where Do You Come From? (take 13)                                    | Ruth Batchelor, Bob Roberts            | 27 mars 1962            | 2:09  |
| 21.          | Earth Boy (movie version – takes 2, 4)                               | Sid Tepper, Roy C. Bennett             | 28 mars 1962            | 3:31  |
| 22.          | We'll Be Together (takes 8, 10)                                      | O'Curran, Brooks                       | 23 maj 1962             | 3:36  |
| 23.          | Mama (takes 5, 6, 7, 8)                                              | O'Curran, Brooks                       | 28 mars 1962            | 4:04  |
| 24.          | I Don't Wanna Be Tied (movie version – take 10 intro & take 8)       | Bill Giant, Bernie Baum, Florence Kaye | 28 mars 1962            | 2:26  |
| 25.          | A Boy Like Me, A Girl Like You (takes 3, 4)                          | Sid Tepper, Roy C. Bennett             | 27 mars 1962            | 3:37  |
| 26.          | Thanks to the Rolling Sea (take 10)                                  | Ruth Batchelor, Bob Roberts            | 26 mars 1962            | 1:26  |
| 27.          | Plantation Rock (take 17 & insert)                                   | Bill Giant, Bernie Baum, Florence Kaye | 28 mars 1962            | 2:30  |
| 28.          | Mama (take 9, The Amigos)                                            | O'Curran, Brooks                       | 28 mars 1962            | 1:20  |
| 29.          | Mama (The Amigos, take 10)                                           | O'Curran, Brooks                       | 2 maj 1962              | 2:19  |
| 30.          | Mama (instrumental, take 3)                                          | O'Curran, Brooks                       | 28 mars 1962            | 0:44  |
| 31.          | Mama (album version Let's Be Friends)                                | Charles O'Curran, Dudley Brooks        | 28 mars 1962 2 maj 1962 | 2:20  |
| Total längd: | Total längd:                                                         | Total längd:                           | Total längd:            | 73:47 |

## Medverkande
Uppgifterna, hämtade från Keith Flynn och Ernst Jørgensen, avser inspelningar gjorda i Radio Recorders studio B i Hollywood, Kalifornien, den 26–28 mars 1962 och den 23 maj 1962.

Radio Recorders, 26–28 mars 1962
(Alla låtar utom en)
- Elvis Presley – sång.
- Scotty Moore – gitarr.
- Barney Kessel – gitarr.
- Hilmer J. "Tiny" Timbrell – gitarr.
- Ray Siegel – bas.
- D. J. Fontana – trummor.
- Hal Blaine – trummor.
- Bernie Mattinson – trummor.
- Dudley Brooks – piano.
- Harold Brown – orgel på "Thanks to the Rolling Sea".
- Homer "Boots" Randolph – saxofon och klarinett.
- The Jordanaires (Gordon Stoker, Neal Matthews, Hoyt Hawkins och Ray Walker) – bakgrundssång.
- Joseph Lilley – musikproducent för Paramount.
- Thorne Nogar – ljudtekniker.

Radio Recorders, 23 maj 1962
(We'll Be Together)
- Elvis Presley – sång.
- Robert Bain – gitarr.
- Alton Hendrickson – gitarr.
- The Amigos (José Vadiz, Miguel Alcaide, Félix Meléndes, Pedro Berrios) – bakgrundssång.
- Joseph Lilley – musikproducent för Paramount.
- Thorne Nogar – ljudtekniker.

## Certifikat

## Topplistor
|  |

|  |

|  |

|  |

| Lista (1962–1963)                | Högsta position |
| Storbritannien (UK Albums Chart) | 2               |
| USA Billboard Top LP's           | 3               |
| USA Cash Box Top 50 Albums       | 3               |

| Område     | Certifiering | Försäljning |
| USA (RIAA) | Guld         | 500 000     |